# 첼시 걸즈
《첼시 걸즈》(Chelsea Girls)는 미국에서 제작된 앤디 워홀 감독의 1966년 드라마 영화이다.

## 출연
- Brigid Berlin
- 니코
- Ondine

## 기타
- 프로듀서: 앤디 워홀

## 같이 보기
- 호텔 첼시